# Franco Rondanini
Franco Rondanini (Busto Garolfo, 28 dicembre 1936) è un allenatore di calcio ed ex calciatore italiano, di ruolo centrocampista.

## Carriera

### Giocatore
Ha esordito in Serie A con il Varese nella partita con il L.R. Vicenza segnando anche un gol, e la Pro Patria squadra dove è cresciuto ed esordito in Serie B. Giocò nel campionato professionistico nordamericano NPSL, con i Toronto Falcons nel 1967.

### Allenatore
Da allenatore è conosciuto soprattutto nel meridione d'Italia per aver allenato in Sicilia, Alcamo, Trapani e Nissa e per due volte allenò la Sanremese.

### Accademia del calcio
Ha fondato l'European Football University che ha sede a Fuerteventura (Isole Canarie) e Norcia (Umbria).